# Werner Roth
Werner Roth (ur. 4 kwietnia 1948 w Jugosławii) – amerykański piłkarz, grający na pozycji obrońcy.

## Kariera piłkarska
Werner Roth urodził się w Jugosławii, jednak w wieku 8 lat wyemigrował wraz z rodzicami do Stanów Zjednoczonych. Uczęszczał na Brooklyn Technical High School, gdzie w latach 1962–1966 grał w drużynach piłkarskich, a z czasem został kapitanem seniorskiej drużyny.
Następnie studiował architekturę na Pratt Institute oraz grał w klubie New York German-Hungarians występującym w German-American Soccer League.
Potem w latach 1972–1979 występował w New York Cosmos, w którym grał m.in. wraz z Pele, Franzem Beckenbauerem i zdobył z nimi trzykrotnie mistrzostwo NASL (1972, 1977, 1978). W sumie w NASL rozegrał 125 meczów i strzelił 2 gole.

## Kariera reprezentacyjna
Werner Roth w reprezentacji Stanów Zjednoczonych w latach 1972–1975 rozegrał 15 meczów.

## Sukcesy
- Mistrz NASL: 1972, 1977, 1978

## Po zakończeniu kariery
Werner Roth w 1981 roku zagrał w filmie pt. Ucieczka do zwycięstwa wraz z Sylvestrem Stallonem oraz innymi gwiazdami futbolu m.in. Pelé, Kazimierzem Deyną, gdzie wcielił się w postać kapitana reprezentacji Niemiec. W 1989 roku został włączony do amerykańskiej galerii sław piłki nożnej National Soccer Hall of Fame.
Obecnie mieszka na Brooklynie w Nowego Jorku wraz z żoną, aktorką oper mydlanych Robin Mattson, z którą wziął ślub w czerwcu 2006 roku.